# Fontaine du Refuge
La fontaine du Refuge est une fontaine située dans le centre-ville de Riom en Auvergne, rue Jean-de-Berry.

## Historique
La fontaine a été construite en 1713. La rue Jean-de-Berry où elle se trouve a été percée en 1865 à l'emplacement de la Maison du Refuge. Cet établissement accueillait les « filles de débauche » confiées à la tutelle de Maîtresses (sœurs) pour les remettre dans le droit chemin. Certaines des femmes y étaient placées à la suite de décisions de justice accusées de prostitution, d'autres étaient des pénitentes volontaires qui pouvaient y être envoyées par leurs parents. Elles y séjournaient d'abord quelques jours à l'isolement, puis étaient rasées avant de prendre le voie. La fontaine en est le seul vestige.
On peut lire sur le fronton :
ESCA FAMI MORBISQUE SALUS SITIENTIBUS UNDA
SUNT QUAE DAT CHRISTI MUNERA VERA DOMUS
qui peut se traduire :
Nourriture pour ceux qui ont faim
Santé pour les malades, breuvage pour ceux qui ont soif
Tels sont les biens que bonne la vraie maison du Christ.
Le père mariste Jean Bonnet a dénombré 62 fontaines en 1796 dans une étude sur les Fontaines riomoises.

## Protection
La fontaine du Refuge a été inscrite au titre des monuments historiques en 1927.